# Melomys frigicola
Melomys frigicola є видом гризунів родини Muridae. Він є ендеміком гірської західної частини острова Нова Гвінея, де його ареал простягається від озера Хаббема до долини Балієм у провінції Папуа, Індонезія. Він присутній на висоті від 1600 до 2200 метрів над рівнем моря. Він зустрічається на луках та інших порушених територіях.

## Морфологічна характеристика
Маленький гризун, з довжиною голови й тулуба 130 мм, довжиною хвоста 142 мм, довжиною лапки 29 мм і довжиною вух 14 мм. Хутро довге, м'яке. Колір спини коричнево-сірий з більш світлими відблисками на крупі, а черевні частини та ноги кремового кольору. Хвіст довший за голову й тулуб, він темний зверху, світліший знизу та вкритий приблизно 12 кільцями лусочок на сантиметр.

## Поведінка
Це деревний вид.

## Загрози й охорона
Міжнародний союз охорони природи оцінив його природоохоронний статус як такий, що викликає «найменше занепокоєння», тому що, хоча він має досить невеликий ареал, його багато в деяких районах, він може терпіти порушення свого середовища існування та це не є великими загрозами. Його популяція може дещо скорочуватися, але не настільки швидко.